# 里好
里 好（さと よしみ）は、日本の漫画家、漫画原作者。
『まんがタイムきらら』2006年3月号に、新人発掘企画「きら☆スタ」の第1回挑戦作品として4コマ漫画作品『うぃずりず』が掲載され、好評につきそのまま同誌にて連載となった。2008年9月号から『まんがタイムきららフォワード』に、秋葉原を舞台とした漫画作品『トランジスタ・ティーセット〜電気街路図〜』を連載している。単行本などでの自画像はナス。
2016年からは漫画原作者としての活動も開始した。

## 漫画用デッサンドール
里好が企画制作した「漫画家がつくった1/6可動デッサンドール」を、DMM.makeのサイトにて販売している。これは漫画やイラスト用のデッサン用フィギュア人形であり、3Dプリンターで出力したものをニッパーで切り離して、自分で組み立てる方式である。
通常1/8サイズが多いデッサン人形より一回り大きいため、可動域が非常に広くて関節も多い構造となっており、さまざまなポージングが可能となっている。このフィギュアを写真撮影して下絵にすることで、リアルなキャラクターを効率的に作画することができる。
男性・少女・少年・幼女などのバリエーションが用意されており、2024年の販売価格は約10600～17700円程度である。

## 作品リスト

### 連載
- うぃずりず（『まんがタイムきらら』2006年3月号 - 2011年2月号）
  - もっと! うぃずりず（まんがタイムきららwebサイト内で連載のFlashアニメーション）
- トランジスタ・ティーセット〜電気街路図〜（『まんがタイムきららフォワード』2008年9月号 - 2011年11月号）
- ディス魔トピア（『コミックハイ!』2011年9月号[2] - 2015年6月号[3]）
- フィギュアシフターズ（『電撃マオウ』2013年2月号[4] - 2014年3月号）
- 哲学さんと詭弁くん（『月刊ドラゴンエイジ』2015年10月号[5] - 2017年8月号）
- 踏切時間（『月刊アクション』2016年7月号[6] - 2021年11月号[7]）
- 因果応報!!? 悪巫女さん（作画：さめだ小判、『電撃PlayStation』月イチ付録『デンプレコミック』2016年Vol.629 - ）※原作担当
- 聖へき†桜ヶ丘（作画：夕仁、『電撃PlayStation』月イチ付録『デンプレコミック』2016年Vol.629 - ）※原作担当
- かくして!マキナさん!!（『月刊アクション』2022年12月号[8] - 2024年4月号（休刊号）[9]→『webアクション』[9]）

### 書籍
- 『うぃずりず』、芳文社〈まんがタイムKRコミックス〉2007年 - 2011年、全5巻
- 『トランジスタ・ティーセット〜電気街路図〜』、芳文社〈まんがタイムKRコミックス〉2009年 - 2011年、全5巻
- 『ディス魔トピア』、双葉社〈アクションコミックス〉2012年 - 2015年、全4巻
  1. 2012年8月10日発売[10][11]、ISBN 978-4-575-84116-9
  2. 2013年8月10日発売[12]、ISBN 978-4-575-84273-9
  3. 2014年9月10日発売[13][14]、ISBN 978-4-575-84483-2
  4. 2015年8月10日発売[15][16]、ISBN 978-4-575-84667-6
- 『フィギュアシフターズ』、アスキー・メディアワークス〈電撃コミックスNEXT〉2013年 - 2014年、全2巻
  1. 2013年7月27日発売[17]、ISBN 978-4-048-91806-0
  2. 2014年3月27日発売[18]、ISBN 978-4-048-66343-4
- 『哲学さんと詭弁くん』、KADOKAWA〈ドラゴンコミックスエイジ〉2016年 - 2017年、全2巻
  1. 2016年10月8日発売[19]、ISBN 978-4-04-072050-0
  2. 2017年10月7日発売[20]、ISBN 978-4-04-072469-0
- 『踏切時間』、双葉社〈アクションコミックス〉2016年 - 2021年、全8巻
- 『因果応報!!? 悪巫女さん』、作画：さめだ小判、KADOKAWA〈電撃コミックスNEXT〉2017年 - 2018年、全2巻
- 『聖へき†桜ヶ丘』、KADOKAWA〈電撃コミックスNEXT〉2017年 - 2018年、全2巻
  1. 2017年7月27日発売[21][22]、ISBN 978-4-0489-3257-8
  2. 2018年3月10日発売[23]、ISBN 978-4-0489-3674-3
- 『かくして!マキナさん!!』、双葉社〈アクションコミックス〉2023年 - 、既刊5巻（2025年6月12日現在）

### ドラマCD
- トランジスタ・ティーセット〜電気街路図〜（2009年11月26日、フロンティアワークスより発売。里が脚本を担当した）

### アニメ
- 南鎌倉高校女子自転車部（第4話エンドカードイラスト）

### ゲーム
- きららファンタジア（一部のイベントシナリオ）[24][25]

### イラスト
- 竜騎士07『ひぐらしのなく頃に』（双葉社ジュニア文庫）

### アンソロジー
- 『ひだまりスケッチ アンソロジーコミック』1～3巻（まんがタイムKRコミックス）
- 『がっこうぐらし! アンソロジーコミック 壊』（まんがタイムKRコミックス）
- 『おそ松さん公式アンソロジーコミック NEET GOING ON!』（アクションコミックス）